# Valdesalor
Valdesalor es una entidad local menor del municipio español de Cáceres, creada por el Instituto Nacional de Colonización en 1963. Contaba con una estación de trenes a 5 kilómetros del pueblo, pero ya no funciona. Por la pedanía pasa la N-630 y la A-66. En las proximidades de la población se encuentra el pantano de Valdesalor.
Valdesalor es una localidad fundada por el Instituto Nacional de Colonización en el año 1963, como pueblo de colonización y entidad local menor dependiente del Ayuntamiento de Cáceres. Se encuentra en el kilómetro 565 de la carretera nacional 630, a unos diez kilómetros de la ciudad.
Al estar muy cerca de Cáceres y disponer de un nivel de servicios muy aceptable, hace que sus habitantes gocen de  buena calidad de vida y de un bienestar social aceptable.
Por Valdesalor transcurre la Vía de la Plata en un tramo que va desde Aldea del Cano al Casar de Cáceres con un recorrido de 32,2 kilómetros. En la provincia de Cáceres se desarrollan ocho tramos con una longitud de 156,29 kilómetros que van desde el Cruce de las Herrerías, en Alcuéscar, hasta Baños de Montemayor. Asimismo, por él pasaba el cordel de merinas de La Mesta.Tiene su origen en las rutas comerciales que usaban los romanos; años después los romanos las utilizaron para sus vías asfaltadas y de aquí surgió la Vía de la Plata, gran ruta de comunicación comercial y económica que facilitó la circulación de mercancías entre el norte y el sur de la península y la salida al mar para enviar a Roma todos los recursos obtenidos en la península ibérica.
En la Baja Edad Media, la Vía de la Plata comenzó a ser una ruta de peregrinación que la utilizaban los mozárabes de Al-Ándalus para peregrinar a Santiago de Compostela, de ahí que se conozca como el ‘Camino Mozárabe’, que es transitado todos los días del año por multitud de peregrinos en su caminar hasta Compostela.
Valdesalor se construyó en los años 60 del siglo pasado, de acuerdo a la colonización de los Planes de Desarrollo de la época franquista. Su fin fue eminentemente agrícola, sirviéndose del aprovechamiento de los regadíos derivados del embalse del Salor, ubicado a 6,5 kilómetros del pueblo. A él llegaron sesenta colonos procedentes de localidades situadas en un radio entre 30 y 40 kilómetros, que recibieron cada uno seis hectáreas de cultivo.
El pueblo aporta un tipo de arquitectura de colonización, propio de aquel ‘desarrollismo’ del campo español en la segunda mitad del siglo XX.
La riqueza del pasado histórico-artístico de la Ruta de la Plata se pone de manifiesto en los innumerables vestigios que jalonan su recorrido, que ofrece uno de los conjuntos más interesantes de nuestro Patrimonio Histórico-Artístico.
En los alrededores de la entidad de Valdesalor se han hallado varios miliarios de la Vía de la Plata, en perfecto estado, reutilizados como columnas para sujetar la techumbre, en las cuadras de la Finca del Trasquilón, casa-palacio originaria del siglo XVII. Recordemos que los miliarios son mojones con indicación de las distancias medidas en millas, son hitos de piedra de forma cilíndrica y de grandes dimensiones en los que además de información propia de señalizaciones viarias se recogían otros temas relacionados con la calzada como la época de construcción y el nombre del emperador reinante, normalmente Augusto, Trajano o Adriano. La milla romana equivalía a 5.000 pies, unos 1.481 metros aproximadamente.
Es punto de llegada obligada de peregrinos que hacen el Camino de Santiago.

## Demografía
Sus datos de población han sido los siguientes:
- 2002: 567 habitantes
- 2005: 575 habitantes
- 2008: 597 habitantes
- 2011: 581 habitantes
- 2014: 579 habitantes
- 2019: 561 habitantes

## Transporte
A Valdesalor llega la  (Macondo - Valdesalor), del autobús urbano de Cáceres. Hace 4 viajes los días laborables y 2 los fines de semana y festivos.

## Patrimonio
Iglesia parroquial católica bajo la advocación de la Conversión de San Pablo, en la diócesis de Coria-Cáceres. Es un edificio construido en 1969.
Cerca del pueblo se hallan el castillo de las Arguijuelas de Arriba, el castillo de las Arguijuelas de Abajo y el puente romano de la Mocha.

## Festividades
En el pueblo se celebran las siguientes fiestas locales:
- San Isidro, los días en torno al 15 de mayo.
- San Pablo, 25 de enero.
- Semana Cultural (verano)